# Plaques de matrícula d'Eslovènia

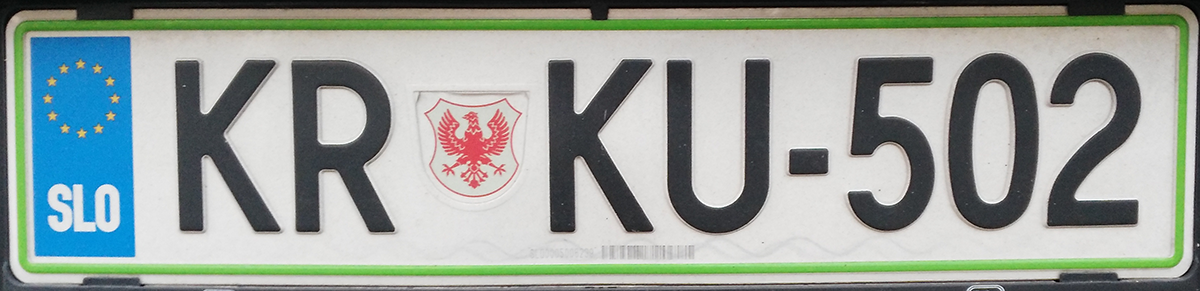
Matrícula actual eslovena amb el codi KR i l'escut d'armes corresponents a la ciutat de Kranj.

Les plaques de matrícula dels vehicles d'Eslovènia es componen de dues lletres que indiquen el codi regional més un sistema de numeració alfanumèrica de cinc caràcters format per dues lletres i tres xifres (per exemple,  AA 11-ABC) o  AA A1-111). Els caràcters són de color negre sobre fons blanc i des del 2008 s'ha recuperat la vora verda a tota la placa.
El format segueix el mateix del de les plaques de matrícula de la UE (amb dimensions de 520 mm × 120 mm), afegint una franja blava a l'esquerra on hi trobem la bandera de la UE i el codi internacional del país, SLO en blanc.

## Tipografia

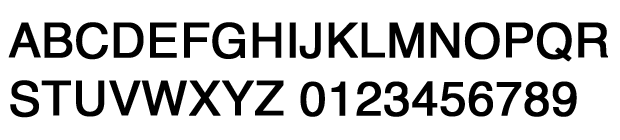
Font tipogràfica Helvetica.

Utilitza la tipografia helvètica amb l'única modificació significativa que fa més estrets els caràcters.

## Codis
Les dues primeres lletres de la placa indiquen la localitat de registre del vehicle i queden separades de la resta de caràcters per l'escut d'armes. L'escut de la ciutat corresponent fa una divisió addicional, situada després de les lletres de l'àrea regional per indicar subdivisions.
| Codi | Localitat de registre | Imatge | Codi | Localitat de registre | Imatge |
| ---- | --------------------- | ------ | ---- | --------------------- | ------ |
| CE   | Celje                 |        | MS   | Murska Sobota         |        |
| KP   | Koper                 |        | GO   | Nova Gorica           |        |
| KR   | Kranj                 |        | NM   | Novo Mesto            |        |
| KK   | Krško                 |        | PO   | Postojna              |        |
| LJ   | Ljubljana             |        | SG   | Slovenj Gradec        |        |
| MB   | Maribor               |        |      |                       |        |

## Altres tipus
Els vehicles diplomàtics porten una matrícula de fons blanc i caràcters negres, excepte els distintius CD, CDM, CC i M en color verd. De les 4 xifres, el primer grup de 2 xifres indica el codi del país (per exemple, CD 11-11)
Els vehicles militars porten una matrícula de fons negre i caràcters blancs formada per 5 xifres seguides precedides de les sigles SV (Slovenska Vojska, en eslovè) o TO (Telo Obramba, en eslovè) i separades per l'escut de l'exèrcit eslovè.

## Història

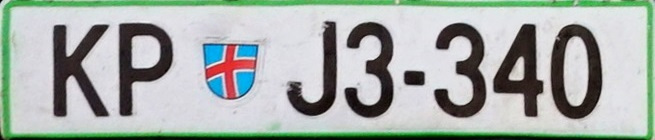
Matrícula del període 1992-2004 amb codi KP de Koper (ja portava la vora verda).

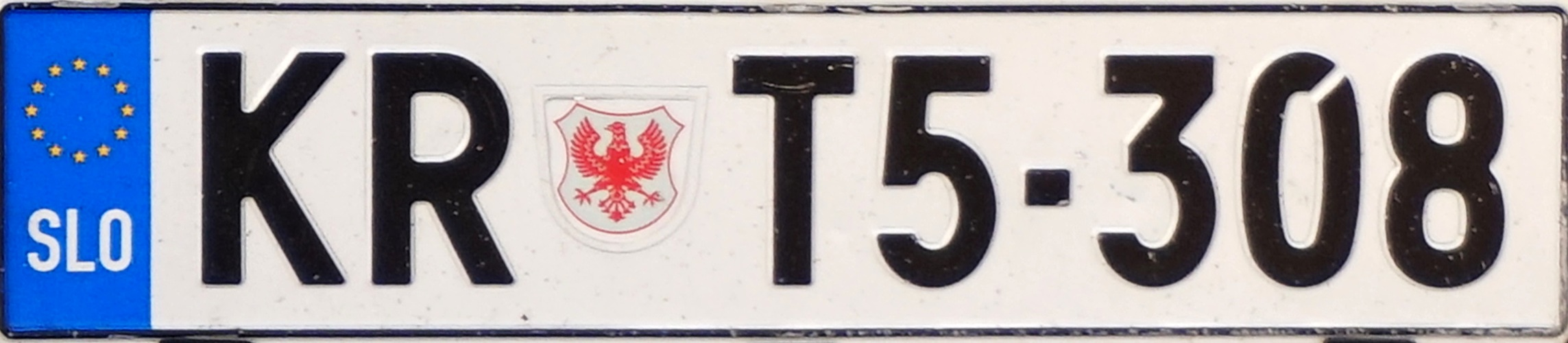
Model de matrícula període 2004-2008 amb codi KR de Kranj.

### 1992-2004
A partir de la independència les matrícules ja utilitzaven un sistema de numeració similar a l'actual format pel codi del districte més quatre xifres i una lletra. Portava una vora de color verd, la qual es va recuperar a partir del 2008. La tipografia utilitzada també era l'helvètica.

### 2004-2008
Durant aquest període les plaques incorporen la franja blava de la UE. La tipografia es fa més estreta.